# Hiroko Tamoto
Hiroko Tamoto (田本 博子, Tamoto Hiroko), née le 3 janvier 1974, est une joueuse de softball japonaise. Durant les Jeux olympiques d'été de 2000, elle remporta la médaille d'argent avec l'équipe japonaise de softball.